# محمد باش حامبة
محمد باش حامبة (1881-1920) كاتب وطني تونسي وأحد قادة حركة الشباب التونسي. وكان رئيس تحرير مجلة «المجلة المغاربية» الشهرية التي طالبت بإصلاحات تحت الحكم الفرنسي.

## سيرة شخصية
ولد باش حامبة عام 1881 في عائلة تركية الأصل. كان شقيقه علي باش حامبة أحد مؤسسي حركة الشباب التونسي. بعد السفر في القسطنطينية، في مايو 1916، أطلق باش حامبة «المجلة المغاربية» القومية في جنيف. تهدف هذه المجلة الشهرية إلى الدعوة إلى إصلاحات في تونس والجزائر، تساوي الجميع في ظل الحكم الفرنسي. ومع ذلك، غالبًا ما تمت مصادرة النسخ التي تم إرسالها إلى تونس بسبب انتقاداتها القوية للنظام الاستعماري آنذاك. كما ذهبت المجلة، التي دعمتها تركيا، إلى أبعد من ذلك ودعت إلى تقرير المصير. في عام 1918، نشر باش حامبة مذكرات تحت عنوان «الشعب الجزائري التونسي وفرنسا» حيث ندد بسياسة «المشاركة» مع الحماية الفرنسية ودافع عن استقلال الشعب الجزائري التونسي. توفي في 27 ديسمبر 1920 ودفن في مقبرة هازينهايد جنوب شرق برلين.

## المنشورات
- الشعب الجزائري التونسي وفرنسا (1918)

## قائمة المراجع
- Brett، Michael (1984)، "The Maghrib: 1905-1914"، في Crowder، Michael (المحرر)، The Cambridge History of Africa: Volume 7 c. 1905-c.1940، Cambridge University Press، ISBN:0521225051.
- Derrick، Jonathan (2008)، Africa's "Agitators": Militant Anti-colonialism in Africa and the West, 1918-1939، Columbia University Press، ISBN:0231700563.
- Ling، Dwight L. (1979)، Morocco and Tunisia: A Comparative History، University Press of America، ISBN:0819108731.
- Sraieb، Noureddine (1971)، "Note sur les dirigeants politiques et syndicalistes tunisiens de 1920 à 1934"، Revue de l'Occident musulman et de la Méditerranée، ج. 9، ص. 91–118، مؤرشف من الأصل في 2020-04-07